# Paranelima taibeli
Paranelima taibeli is een hooiwagen uit de familie Sclerosomatidae.